# Data Becker
Data Becker GmbH & Co. KG (más conocido por su marca DATA BECKER) es uno de los más antiguos editores especializados en Tecnologías de la información y la comunicación de Alemania. Fue fundada en Düsseldorf en octubre de 1980 por los hermanos Dr. Achim Becker y Harald Becker, hijos del concesionario de automóviles Wilhelm Becker, y abrió su primera tienda en enero de 1981. Inicialmente orientada como un especialista en accesorios y consumibles de computadora, tuvo un destacado papel como editorial de libros especializados en los diferentes tipos de ordenador doméstico de 8 bits que se comercializaron en Europa. Apoyó los equipos de 16 bits Commodore Amiga y Atari ST, a la vez que publicaba software para el mercado del compatible IBM PC. Uno de los programas por los que es más conocida es por el editor de páginas web Web to date.
La sede de Data Becker se encuentra en la ciudad de Düsseldorf ( Düsseldorf-Bilk ), en las inmediaciones de varias sedes de editores de revistas y libros. Data Becker emplea actualmente a alrededor de 160 empleados. Los productos de la compañía están disponibles en varios países europeos.
En el software, Data Becker publicó programas de proyectos en Internet (sitios web, tienda en línea, comunidad) y privados (herramientas del sistema, impresores y diseñadores de software, Serie de Oro). Su producto de alta calidad en el segmento de software es Web to date. Publica libros de informática sobre ordenadores y fotografía digital para los usuarios. Edita de la revista de informática  mensual PC Praxis , y números especializados como Webselling y Foto Praxis.

## Historia

### Años 1980: Ordenador doméstico
En un principio, Data Becker atiende principalmente a los usuarios de Commodore 64 y Commodore 128, ampliado luego al Sinclair ZX Spectrum, Amstrad CPC, MSX, Atari ST y Commodore Amiga  publicando una amplia gama de libros, así como herramientas de programación y software de aplicación. Sus libros más avanzados son considerados verdaderos tesoros en un momento en lo que más se publica es el refrito de manual, profundizando en la parte interna de los equipos y sus periféricos, a menudo revelando características que no fueron documentadas por el fabricante. En España es editado inicialmente por Ferre-Moret, y sus ediciones son muy características, con cubiertas blancas con texto en rojo y una fuente monoespaciada que trata de darte la sensación de estar leyendo un manual impreso con una impresora de agujas LQ. Un listado incompleto obtenido de la página del ISBN español para Ferre-Moret nos da :
- Ajedrez por ordenador, Bartel, Rainer, ISBN 978-84-86437-91-6
- Amiga principiantes, (1986) Spanik, Christian ISBN 978-84-86437-67-1
- Ampliaciones Hardware C64-C128, (1986) Schuessler, Lothar ISBN 978-84-86437-68-8
- Amstrad CPC 664-6128 Interno, (1988) Bruckmann, Rolf ISBN 978-84-86437-92-3
- Amstrad PC todo sobre el basic, (1987) Dullin, Holger ; Strassenburg, Hardy ISBN 978-84-86437-83-1
- Amstrad PCW 8256 para principiantes, (1986) Jette, Jochen ISBN 978-84-86437-60-2
- Atari ST Peeks y Pokes, (1986) Dittirch, Stefan ISBN 978-84-86437-57-2
- Atari ST : Aplicaciones gráficas, (1986) Schaun, Dirk ISBN 978-84-86437-73-2
- Atari ST consejos y trucos, (1986) Gerits, Klaus ISBN 978-84-86437-61-9
- Atari ST interno, (1987) Bruckmann, Rolf ISBN 978-84-86437-90-9
- Atari ST principiantes, (1986) Luers, Rainer ; Stein, Stein ISBN 978-84-86437-66-4
- Aventuras y como se programa en el Attari 600 X L-800 X L-130 XE, (1985) Walkowiak, Jorg ISBN 978-84-86437-11-4
- CPC consejos y trucos II, (1986) [NO DISPONIBLE] Dullin, Holger ; Strassenburg, Hardy ISBN 978-84-86437-56-5
- CPC 464 6128 gráficas y sonido, (1985) Walkowiak, Jorg ISBN 978-84-86437-43-5
- CPC 6128 para principiantes, (1986) Szczepanowaki, Norbert ISBN 978-84-86437-54-1
- CPC 664-6128 interno, (1986) Bruckmann, Rolf ISBN 978-84-86437-48-0
- CPC-464. 6128 lenguaje máquina, (1985) Dullin, Holger ; Strassenburg, Hardy ISBN 978-84-86437-35-0
- CPC-464. 6128 peeks y pokes, (1985) Liesert, Hans Joachim ISBN 978-84-86437-34-3
- CP-M, el libro de ejercicios para CPC, (1985) Weiler, Elmar A. ; Schieb, Goerg ISBN 978-84-86437-38-1
- CP-M para 128, (1986) Schieb, Weiler ISBN 978-84-86437-65-7
- C 128 el gran libro Basic, (1986) Kampow ISBN 978-84-86437-59-6
- Ciento veintiocho consejos y trucos, (1986) Weltner, Tobias ISBN 978-84-86437-41-1
- Commodore 128 interno, (1985) Thrun, Frank ISBN 978-84-86437-44-2
- Commodore 128 para principiantes, (1986) Sczcpanowski, Norbert ISBN 978-84-86437-55-8
- El Commodore 64 como traductor, (1986) Heift, Werner ISBN 978-84-86437-46-6
- Commodore-64 y el resto del mundo, (1986) Bruckmann, Rolf ISBN 978-84-86437-49-7
- Consejos y trucos CPC 464-6128, (1985) Englisch, Lothar ISBN 978-84-86437-17-6
- Consejos y trucos II CBM-64, (1985) Weltner, Tobias ISBN 978-84-86437-42-8
- C-64 super juegos, (1987) Tai, Thomas ISBN 978-84-86437-88-6
- C64-Rutinas del sistema, (1986) Wester, Wolfgang ISBN 978-84-86437-70-1
- Diccionario para su Commodore 64, (1985) Schellenberger, Jordan ISBN 978-84-86437-05-3
- Ensamblador. : Libro de ejercicios para Profi-ASS-SMMAE-TE, (1985) Schimidt, Heribert ISBN 978-84-86437-28-2
- Floppy CPC-6128, (1985) Brueckmann, Rolf; Schieb, Joerg ISBN 978-84-86437-29-9
- GW-Basic. PC-Basic, (1986) Bomanns, Heinz-Josef ISBN 978-84-86437-75-6
- Gráficos para el C-128, (1987) Durben, Ralf ISBN 978-84-86437-76-3
- Gráficos para su Commodore 64, (1985) Plenge, Axel ISBN 978-84-86437-16-9
- El Gran libro de floppy para el CPC, (1986) Bruckmann, Rolf ; Schielb, Jorg ISBN 978-84-86437-58-9
- Inteligencia artificial, (1985) Voss, Werner ISBN 978-84-86437-30-5
- Introducción al CAD con el C-64, (1987) Heift, Werner ISBN 978-84-86437-82-4
- Juegos de estrategias y como se programa en su Atari 600 X L-800 X, (1985) Schneider, Walter ISBN 978-84-86437-14-5
- Lenguaje máquina para avanzados CBM 64, (1985) Englisch, Lothar ISBN 978-84-86437-07-7
- Libro de estadísticas para el Commodore-64, el, (1986) Voss, Werner ISBN 978-84-86437-45-9
- Libro de ideas para CPC 464-664 y 6128, (1985) Kowal, Bernd ISBN 978-84-86437-47-3
- Libro de prácticas para el turbo Pascal, (1987) Sgonina, Juachim ; Warner, Adrian ISBN 978-84-86437-86-2
- MSX consejos y trucos, (1985) Dullin, Holger ; Strassenburg, Hardy ISBN 978-84-86437-39-8
- MSX Gráficos y sonidos, (1985) Luers, Rainer ISBN 978-84-86437-25-1
- MSX lenguaje máquina, (1985) Dullin, Holger ; Strassenburg, Hardy ISBN 978-84-86437-27-5
- MSX manual escolar, (1985) Voss, Werner ISBN 978-84-86437-26-8
- MSX para principiantes, (1986) Luers, Rainer ISBN 978-84-86437-53-4
- MS-Dos, (1987) Schieb, Jorg ISBN 978-84-86437-87-9
- Mantenimiento y reparación del Floppy 1541, (1985) Hermann ISBN 978-84-86437-21-3
- Manual de la transmisión de datos, (1985) Schaefer, Ruediger ISBN 978-84-86437-09-1
- Manual escolar CPC 464-6128, (1985) Voss, Werner ISBN 978-84-86437-15-2
- Manual escolar para Atari 600 XL-800 XL-130 XE, (1985) Voss, Werner ISBN 978-84-86437-12-1
- Manual escolar para su C B M 64, (1985) Voss, Werner ISBN 978-84-86437-22-0
- Metodología de la programación,, (1985) Martínez, Arístides ; Ameller Pons, Jaime ISBN 978-84-86437-20-6
- Música con su C-64, (1987) Tachsel, Thomas ISBN 978-84-86437-81-7
- PC para principiantes, (1986) Kamphausen, Michael ; Wiesa, Peter ISBN 978-84-86437-74-9
- Peeks y Pokes CBM-128, (1986) Flores Siles, Elisabeth ISBN 978-84-86437-51-0
- Peeks y pokes para Atari 600 XL-800 XL-130 XE, (1985) Koch, Karl-Heinz ISBN 978-84-86437-13-8
- Las posibilidades del Amstrad PC, (1987) Bartel, Rainer ; Stein, Michael ISBN 978-84-86437-85-5
- Procesador Z 80, el, (1985) Hausbacher ISBN 978-84-86437-32-9
- Procesador 8086-88. Técnica y Programación, (1986) Grohmann, Bern ; Eichler, Lutz ISBN 978-84-86437-50-3
- Robótica para su Commodore 64, (1985) Juergen, Steigers ISBN 978-84-86437-23-7
- Sesenta y cuatro en el campo de la técnica y la ciencia, (1985) Serverin, Rainer ISBN 978-84-86437-18-3
- Sesenta y cuatro interno,, (1985) Angerhausen, Michael ISBN 978-84-86437-08-4
- Sesenta y cuatro. Para expertos, (1987) Dngerhausen ISBN 978-84-86437-80-0
- Sistema operativo Geos, (1986) Tornsdorf, Manfred ; Kerkloh, Ruediger ISBN 978-84-86437-72-5
- Todo sobre bases de datos y gestión de ficheros para Commodore 64, (1985) Baloui, Said ISBN 978-84-86437-33-6
- Todo sobre el Amstrad P C W 8256, (1986) Dullin, Holger ; Strassenburg, Hardy ISBN 978-84-86437-69-5
- Todo sobre el floppy 1541, (1985) Englisch, Lothar ISBN 978-84-86437-24-4
- Todo sobre el Floppy 1571-70, (1986) Ellinger, Rainer ISBN 978-84-86437-71-8
- Todo sobre el nuevo CBM 128, (1985) Gerits, Klaus ; Kampow, Frank ISBN 978-84-86437-31-2
- Todo sobre el procesador 68000, (1985) Grohmann, Bern ; Eichler, Lutz ISBN 978-84-86437-37-4
- Todo sobre impresoras CBM-64-128, (1985) Gerits, Klaus ISBN 978-84-86437-40-4
- Turbo Pascal consejos y trucos, (1987) Sgonina, Joachim ; Warner, Adrian ISBN 978-84-86437-84-8
- Turbo Pascal, (1987) Bomanns, Heinz-Josef ISBN 978-84-86437-89-3
- Word consejos y trucos, (1987) Sasse, Volker ISBN 978-84-86437-93-0
- WordStar : consejos y trucos, (1987) Weiler, Elmar A. ISBN 978-84-86437-77-0
- ZX Spectrum consejos y trucos, (1985) Bosetti, Peter ISBN 978-84-86437-10-7
- ZX Spectrum el manual escolar, (1985) Voss, Werner ISBN 978-84-86437-19-0